# Tlaltenango de Sánchez Román

Tlaltenango de Sánchez Román é um município do estado de Zacatecas, no México.